# Zee
Zee (jinak též ZEE) byla britská synthpopová hudební skupina, aktivní mezi lety 1983 a 1985. Jejími členy byli Rick Wright, předtím člen Pink Floyd, a Dave Harris ze skupiny Fashion.
Zee podepsali smlouvu s Harvest Records a v roce 1984 vydali své jediné album Identity. Deska ale neměla žádný komerční úspěch a nebyla vydána ani v USA.
Po ukončení činnosti Zee se Wright vrátil k Pink Floyd.

## Diskografie

### Studiová alba
- Identity (1984)

### Singly
- 1984 – „Cönfüsiön“

## Členové
- Dave Harris – zpěv, elektrická kytara, baskytara, syntezátory
- Rick Wright – zpěv, syntezátory, Hammondovy varhany, automatický bubeník